# Bhutan ai Giochi della XXIII Olimpiade
Il Bhutan ha partecipato ai Giochi della XXIII Olimpiade di Los Angeles, svoltisi dal 28 luglio al 12 agosto 1984, con una delegazione di 6 atleti.

## Tiro con l'arco
| Gara                  | Atleta           | Turno di qualificazione | Turno di qualificazione | Turno 1 | Turno 2 | Ottavi | Quarti | Semifinali | Finale |
| Gara                  | Atleta           | Punteggio               | Pos.                    | Turno 1 | Turno 2 | Ottavi | Quarti | Semifinali | Finale |
| --------------------- | ---------------- | ----------------------- | ----------------------- | ------- | ------- | ------ | ------ | ---------- | ------ |
| Individuale maschile  | Thinley Dorji    | 2298                    | 53                      |         |         |        |        |            |        |
| Individuale maschile  | Nawang Pelzang   | 2221                    | 55                      |         |         |        |        |            |        |
| Individuale maschile  | Lhendup Tshering | 1997                    | 60                      |         |         |        |        |            |        |
| Individuale femminile | Sonam Chuki      | 2194                    | 43                      |         |         |        |        |            |        |
| Individuale femminile | Rinzi Lham       | 2183                    | 44                      |         |         |        |        |            |        |
| Individuale femminile | Karma Chhoden    | 2086                    | 46                      |         |         |        |        |            |        |